# 編劇
编劇（英語：Screenwriter），又稱編劇家、腳本家，是通過文字創作出劇本的作者，其往往是電影、電視劇集的故事源頭。以舞台演出之編劇可稱為劇作家，乃因舞台劇台詞字句必須精心雕琢，不能像電視電影台詞那般白話，最著名的是莎士比亞、唐滌生、曹禺等。

## 早期編劇
早期編劇多為話劇或者歌劇等創作，如百老匯等，後由於電視電影技術發展，導致話劇歌劇等的衰落，不少編劇難以維生，便轉行至電影電視行業。

## 工作
編劇往往是故事以及電影電視劇原創作者，一齣電影往往是由編劇首先創作好劇本，然後交付導演進行二次創作，而在這段二次創作，是由導演以及編劇一同完成（劇本的修改權歸編劇所有）。
例如美國著名情景喜劇《老友記》便是如此。

## 電視編劇
電視編劇，也就是為電視劇編寫劇本的人，就編劇而言，新人往往是一組工作，而電視臺的編劇培訓往往為三個月，而要培養一個資深編劇，往往需要平均三至四年的時間，如果領悟力低的話，時間可能更長。香港地區的編劇新人一般月薪為六千港元。而中國大陸地區新人則約為一個月三千元。

## 地位
編劇為整部電影或電視劇集的核心與靈魂。不僅故事要靠他，劇本要靠他，演員對白都要靠他。而劇本的“本”所表示的並不僅僅是本子，還有根本、基本的含義。
不同國家地區，編劇地位亦都不盡相同，就日本、美國、華人世界而言，編劇地位是由高往低。編劇在華人地區受重視程度往往不高。
在日本，無論電視或電影，管理整個劇集或電影往往是編劇，相反導演較次。而美國，編劇年薪亦都不低，在一般人年薪最高為五萬美元之際，美國編劇的年薪卻是二十萬美元，而較低的則是華人世界。

## 編劇荒
2002年以前，中國曾經鬧編劇荒，但其後獲得紓緩，而目前華人世界的編劇仍然不多。這與一方面華人地區對編劇不夠重視而引起，同時亦令整個華人影視界至今仍鮮有好劇本。

## 劇本的格式
劇本往往由地點（場景，含日間還是夜晚），事件以及環境，角色及對白組成。按場分。

## 轉行
有的編劇會轉為導演或者其他職位。例如著名的王晶。
而著名華人導演李安，在成為導演之前則做了足足六年的編劇。

## 外部連結
- 8 個不變電影編劇法則，說故事也能派上用場的技巧 （页面存档备份，存于）
- 史上所有的電影劇本，都離不開這10種類型 （页面存档备份，存于）
- 香港電台：中港台的編劇短缺問題 （页面存档备份，存于）

## 相關条目
- 劇作家
- 粵劇編劇家列表